# Сложена гроња
Сложена гроња или штитолика метлица је врста цвасти која спада у групу сложених рацемозних цвасти. Састављена је од великог броја простих гроња које се налазе на главној осовини. По изгледу подсећа и на штит и на метлицу, па се зато и назива штитолика метлица.

## Примери
Ова врста цвасти се јавља нпр. код глога.